# Rob Barraco
Rob Barraco (* auf Long Island, New York) ist ein US-amerikanischer Keyboarder, der vornehmlich für Rock-, Folk-Rock- und Psychedelic-Rock-Bands spielt.

## Leben
Barraco lernte mit 6 Jahren Keyboard und Gitarre zu spielen.
1978 schloss er sein Musikstudium an der State University of New York mit Standort New Paltz mit dem Bachelor ab und unterrichtete Musiktheorie an dem Great Neck Music Center, einer Musikhochschule auf Long Island.
1984 wurde Barraco als Showmusiker für die damals neue TV-Show Die Bill Cosby Show engagiert. Bis Mitte der Neunziger spielte er auch für die Spin-off-Show College Fieber das Keyboard.
Schon während dieser Zeit begleitete er den R-’n’-B-Musiker Freddie Jackson auf seinen Tourneen, bevor er der Band The Zen Tricksters beitrat.
1990 war er als neuer Keyboarder für Grateful Dead im Gespräch, als Ersatz für den verstorbenen Brent Mydland. Diese Position bekam aber zuerst Bruce Hornsby und dann Vince Welnick.
Barraco blieb 11 Jahre bei The Zen Tricksters, nahm zwei Alben auf und trat bei bis zu 200 Liveshows pro Jahr innerhalb der USA und Kanada auf.
Als 1999 das zweite Album von A Love Surreal erschien, wurde Phil Lesh (ehemaliger Bassist von Grateful Dead) auf Barraco aufmerksam. Dieser sollte anfangs nur bei einigen Auftritten in San Francisco für Phil Lesh & Friends mitspielen, begleitete die Band dann auch bei einer gemeinsamen Tournee mit Bob Dylan und wurde ein festes Mitglied. Bis 2006 nahm er mit Phil Lesh & Friends drei Alben auf.
2002 bis 2003 wurde Barraco schließlich doch kurzzeitig ein Mitglied von Grateful Dead, als er bei einer Reunion-Tour mit den lebenden Mitgliedern unter dem Namen The Other Ones (ab 2003 als The Dead) u. a. im Alpine Valley Music Theatre in Walworth County (Wisconsin), im Shoreline Amphitheatre in Mountain View (Santa Clara County, Kalifornien) und bei einer Silvestershow in Oakland auftrat.
Ebenfalls 2002 nahm er mit Chris Robinson das Album New Earth Mud auf.
Als 2005 der Keyboarder Scott Larnerd der Band Dark Star Orchestra starb, sprang Barraco für ihn ein und gehört inzwischen zur festen Besetzung.
2007 brachte Barraco sein erstes Soloalbum heraus, bei dem Robert Hunter mitwirkte.

## Diskografie

### The Zen Tricksters
- 1997: The Holy Fool
- 1999: A Love Surreal
- 2006: For Rex: The Black Tie Dye Ball

### Mark Miller
- 1999: Fresh Air

### Phil Lesh and Friends
- 2002: There And Back Again
- 2006: Live at the Warfield
- 2006: Instant Live Summer Tour

### Chris Robinson
- 2002: New Earth Mud

### Gov't Mule
- 2001: The Deep End, Vol. 1
- 2002: The Deep End, Vol. 2

### J.C. Flyer
- 2003: Movin' On

### The Dead
- 2003: Summer Getaway

### Rob Barraco
- 2007: When We All Come Home